# De Profundis Clamavi Ad Te Domine
A De Profundis Clamavi Ad Te Domine a svéd Dark Funeral black metal együttes, 2004-ben megjelent első koncertlemeze. A felvételek a 2003-as Dél-Amerikai turnén kerültek rögzítésre 2003-ban.

## Számlista
|     | Cím                           | Hossz |
| --- | ----------------------------- | ----- |
| 1.  | Bleed For Satan - Intro       | 1:52  |
| 2.  | The Arrival Of Satan’s Empire | 3:47  |
| 3.  | An Apprentice Of Satan        | 5:30  |
| 4.  | The Dawn No More Rises        | 4:06  |
| 5.  | Thy Legions Come              | 4:10  |
| 6.  | Hail Murder                   | 5:20  |
| 7.  | Goddess Of Sodomy             | 3:20  |
| 8.  | The Secrets of The Black Arts | 3:34  |
| 9.  | Vobiscum Satanas              | 4:20  |
| 10. | Shadows Over Transylvania     | 3:32  |
| 11. | Open The Gates                | 4:18  |
| 12. | Ineffable Kings Of Darkness   | 4:35  |
| 13. | Thus I Have Spoken            | 5:20  |
| 14. | My Dark Desires               | 3:58  |
| 15. | Armageddon Finally Comes      | 4:06  |

## Közreműködők
- Lord Ahriman – gitár
- Emperor Magus Caligula – ének
- Chaq Mol – gitár
- Matte Modin – dob

## Külső hivatkozások
- Dark Funeral's official website